# Rubin Carter
Cet article concerne le boxeur. Pour le biopic de Norman Jewison, voir Hurricane Carter.
Pour les articles homonymes, voir Hurricane et Carter.

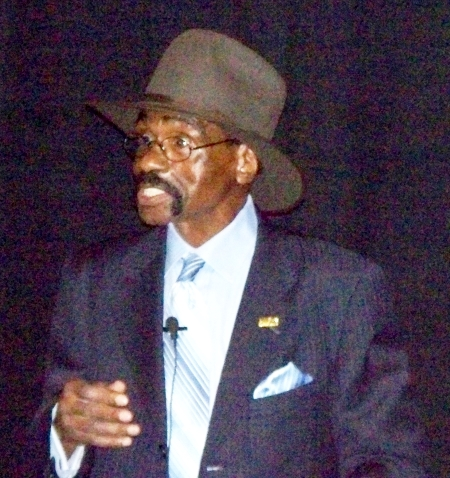
Rubin Carter

Rubin Carter, surnommé Hurricane, est un boxeur américain poids moyens né le  6 mai 1937 à Clifton, New Jersey et mort le 20 avril 2014 à Toronto d'un cancer de la prostate. Il possède également la nationalité canadienne.
Il est notamment connu pour ses condamnations controversées en 1967 et 1976 pour trois meurtres perpétrés en juin 1966 à Paterson (New Jersey), et pour sa libération de prison en 1985, survenue après la cassation de la condamnation en appel. L'affaire a fait l'objet d'une chanson de Bob Dylan, Hurricane et d'un film de Norman Jewison, Hurricane Carter.

## Biographie
Rubin Carter grandit à Paterson dans le New Jersey, au milieu d'une famille de sept enfants. Ses parents connaissent un long et paisible mariage, subvenant aux besoins de la famille, et éduquent leurs six autres enfants sans problème majeur. Rubin semble être le seul à avoir des problèmes avec la justice, l'amenant même à être emprisonné dans un centre pour délinquants juvéniles après avoir poignardé à 11 ans un homme qui selon lui avait tenté de commettre une agression sexuelle. 
Carter s'évade du centre en 1954 et s'engage dans l'US Army à l'âge de 17 ans. Plusieurs mois après avoir achevé ses classes dans l'infanterie à Fort Jackson (Caroline du Sud), il rallie l'Allemagne, où, selon son autobiographie parue en 1974, il commence à s'intéresser à la boxe. Toutefois, Rubin Carter est un piètre soldat et est traduit quatre fois en cour martiale avec des charges allant de l'insubordination à la désertion (ou absence illégale). En mai 1956, l'armée le renvoie en le réformant pour inaptitude à l'activité militaire, peu avant sa date de fin de service. En définitive, il sert 21 mois sur les trois années prévues de son contrat.
Après son retour dans le New Jersey, Carter est rattrapé par les autorités et doit faire dix mois de détention supplémentaires pour son évasion de la maison de correction. Peu après sa libération, Carter est arrêté pour une série d'agressions dans la rue. Il plaide coupable de tous les chefs d'accusation et est condamné à la prison d'État de l'East Jersey, où il reste les quatre années qui suivent.

## Carrière
Pendant son incarcération, Rubin Carter développe sa pratique de la boxe et devient professionnel à sa libération en septembre 1961. Mesurant 1,73 m, Carter est plus petit que la moyenne des poids moyens, mais il combat toute sa carrière avec un poids proche des 70 kg (150-160 livres). Sa tête rasée, sa moustache imposante, son regard fixe et décidé, ainsi que son solide gabarit lui donnent une intimidante stature sur le ring, des années avant qu'une telle allure se banalise.
Son style agressif et la puissance de ses coups – qui lui permettent de terminer beaucoup de ses combats par KO dès les premiers rounds – forcent le respect, faisant de lui le favori des foules et lui faisant gagner le surnom de Hurricane (Ouragan). Après avoir battu nombre de ses concurrents légitimes chez les poids moyens tels que Florentino Fernandez, Holley Mims, Gomeo Brennan, et George Benton, le monde de la boxe le prend au sérieux. Ring Magazine est le premier à le classer dans son "Top 10" des poids moyens en juillet 1963.
Il prend part à six combats en 1963, comptabilisant quatre victoires pour deux défaites. Il reste classé au bas du top 10 jusqu'au 20 décembre, où, à la surprise générale, il met deux fois au tapis l'ancien et futur champion du monde Emile Griffith au premier round par KO technique.
Cette victoire permet à Carter d'atteindre la troisième place des prétendants au titre des poids moyens, détenu alors par Joey Giardello.
Carter remporte deux combats de plus (dont un sur décision d'arbitre sur le futur champion poids lourd Jimmy Ellis) en 1964, avant de rencontrer Joey Giardello à Philadelphie pour un championnat du monde en 15 rounds le 14 décembre. Carter se défend bien, mais la décision des juges est unanime pour récompenser Giardello. La plupart des journalistes ont un avis contraire : une rapide concertation montre que 14 des 18 journalistes sportifs présents près du ring s'accordent à dire que Carter avait mieux boxé que son adversaire. Carter reste digne dans la défaite et ne proteste pas contre la décision des juges.
Après ce combat, le statut de Carter en tant que prétendant — illustré par son classement dans Ring Magazine — commence à chuter. Il combat neuf fois en 1965, mais perd quatre de ses cinq combats contre des concurrents sérieux (Luis Manuel Rodriguez, Harry Scott et Dick Tiger). Tiger, en particulier, ne rencontre pas de problème avec Carter, l'envoyant trois fois au tapis lors du même match, en mars 1965. « C'était », dira Carter, « la pire raclée que j'ai prise dans ma vie - sur et en dehors du ring ».

### Évolution du classement de Carter
Publié par Ring Magazine, son classement ne cesse de chuter avant son emprisonnement :

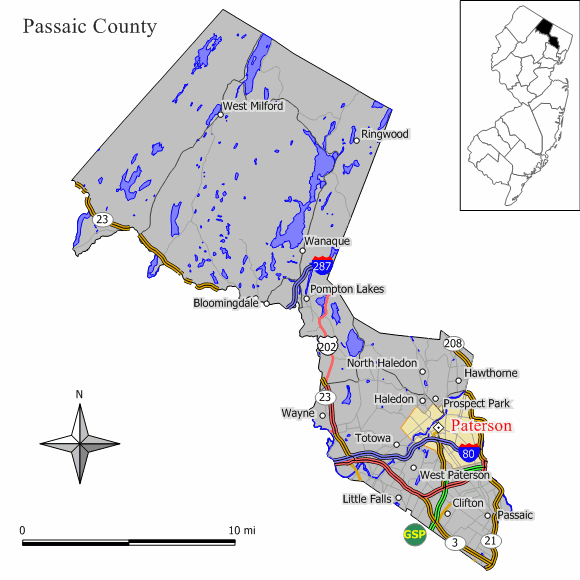
Carte de Paterson, Passaic County, New Jersey (lieu du triple meurtre)

- 1962 : non classé
- 1963 : 3e prétendant au titre
- 1964 : 3e
- 20 mai 1965 : 3e
- 20 novembre 1965 : 6e
- 20 février 1966 : 7e
- 20 mars 1966 : 9e

## Accusation de triple meurtre

### Victimes
Le 17 juin 1966, à 2 h 22 du matin, deux hommes entrent dans le Lafayette Bar and Grill, à Paterson (New Jersey) et tirent. Le patron, Jim Oliver, et un client, Fred Cedar Grove Bob Nauyoks, sont tués sur le coup. Hazel Tanis, une cliente grièvement blessée, est touchée à la gorge, à l'estomac, aux intestins, à la rate et au poumon gauche, ainsi qu'à un bras qui éclate sous l'impact des balles. Elle meurt près d'un mois plus tard.
Un troisième client, Willie Marins, survit à l'attaque bien qu'atteint à la tête, perdant l'usage d'un œil.

### Témoins
Un petit délinquant, Alfred Bello, qui se trouve près du Lafayette pour commettre un cambriolage la même nuit, est témoin des faits. Bello est l'une des premières personnes présentes sur le lieu du crime et c'est lui qui appelle un opérateur téléphonique pour avertir la police.
Une résidente de l'appartement au deuxième étage au-dessus du Lafayette, Patricia Graham (qui devint Patricia Valentine), voit deux hommes noirs monter dans une voiture blanche et partir vers l'ouest en quittant le bar.
Un autre voisin, Ronald Ruggiero, entend également les coups de feu et lorsqu'il regarde par sa fenêtre, il voit Bello courir de la rue Lafayette vers la 16e rue. Il entend aussi des crissements de pneus et voit une voiture blanche s'échapper, prendre la direction de l'ouest, avec deux hommes noirs assis à l'avant.

### Arrestation
La couleur de la voiture de Carter correspond à la description faite par les témoins. La police l'arrête et l'amène avec l'autre occupant, John Artis, sur le lieu du crime environ trente minutes après l'incident. Il y a peu de preuves matérielles : la police ne prend pas d'empreintes digitales sur place et n'a pas l'équipement nécessaire pour effectuer un test à la paraffine sur Carter et Artis.
Aucun des témoins oculaires n'identifie Carter ou Artis comme l'un des tireurs, pas plus que Willie Marins lorsque la police amène Carter et Artis à l'hôpital pour qu'il les voie.
Cependant, en fouillant la voiture de Carter, la police trouve un pistolet de calibre 32 à proximité et une cartouche de fusil de chasse de diamètre 12 - les mêmes calibres que ceux utilisés lors de la fusillade[réf. nécessaire]. Carter et Artis sont amenés au poste par la police et questionnés.
Dans l'après-midi, les deux hommes passent l'épreuve du détecteur de mensonge. Malgré les doutes, l'examinateur John J. McGuire rapporte plus tard les conclusions suivantes pour chacun des deux suspects : « Après une analyse rigoureuse de l'enregistrement du détecteur de mensonge du sujet, il est de l'avis de l'examinateur que ce sujet a tenté de frauder à toutes les questions pertinentes. Il était impliqué dans ce crime. Après l'interrogatoire et confronté à l'avis des examinateurs, le sujet a nié une quelconque participation au crime ». Les valeur et fiabilité scientifiques des tests au polygraphe sont cependant discutées, et ceux-ci sont généralement considérés comme des preuves irrecevables. Carter et Artis sont libérés plus tard dans la journée.

### Première condamnation et appel
Plusieurs mois plus tard, Bello révéla à la police qu'il avait un complice lors de sa tentative de cambriolage, Arthur Dexter Bradley. Après un interrogatoire supplémentaire, Bello et Bradley identifient, chacun séparément, Carter comme l'un des deux Noirs qu'ils ont vus armés sortir du bar la nuit des meurtres. Bello identifie aussi Artis en tant que deuxième homme. En se fondant sur ces témoignages concordants, Carter et Artis sont arrêtés et inculpés.
Même si la défense montre que les accusés ne correspondent pas aux descriptions que les témoins avaient données le 17 juin 1966, Bello et Bradley s'en tiennent à leur témoignage. Ajouté à l'identification de la voiture de Carter par Patricia Valentine, aux munitions trouvées dans la voiture de Carter et aux doutes concernant les versions données par les témoins de l'alibi de Carter, cela convainc un jury composé uniquement de Blancs que Carter et Artis sont les tueurs. Les deux hommes sont jugés coupables et condamnés à la prison à perpétuité.

#### Soutien populaire et médiatique de l'époque
Pendant sa peine de prison, Carter écrit son autobiographie Le 16e Round (The Sixteenth Round: From Number 1 Contender to #45472), publiée en 1974. Il continue à clamer son innocence et gagne un soutien populaire grandissant pour un nouveau procès ou une amnistie. Le chanteur Bob Dylan écrit et joue une chanson en son honneur, intitulée Hurricane (1975), laquelle exprime l'avis que Carter est innocent. Les faits tels que chantés par Bob Dylan peuvent être néanmoins remis en cause. Tout au long de son incarcération, il est soutenu par de nombreuses personnes, anonymes ou célèbres, telles que la chanteuse Joni Mitchell ou encore le boxeur Mohammed Ali.

#### Rétractations de Bello et Bradley
Pendant cette période, des enquêteurs et journalistes pro-Carter persuadent Alfred Bello et Arthur Bradley de revenir sur le témoignage qu'ils ont donné au procès de 1967. En 1974, les deux témoins clés dans la condamnation de Carter se rétractent. Ces rétractations servirent comme base d'une motion pour un nouveau procès. Mais le juge Larner, qui préside à la fois au premier procès et à l'audition des rétractations, décide que celles-ci « sonnent faux », et rejette la motion.
Cependant, les avocats de la défense déposent une autre motion, fondée sur de nouvelles preuves apportées pendant le procès de rétractation (dont une qui repose sur un enregistrement policier d'un entretien avec Bello). Bien que Larner rejette également cette motion, la Cour suprême du New Jersey accorde à Carter et Artis un nouveau procès en 1976, concédant que la preuve de divers « marchés » passés entre l'accusation et les témoins Bello et Bredley aurait dû être divulguée à la défense avant ou pendant le procès de 1967.
En dépit de l'énorme pression politique et populaire pour abandonner l'affaire, le procureur Burrell Yves Humphreys prit la difficile décision de continuer les poursuites pour les actes d'accusation de meurtre, alors vieux de 9 ans. Toutefois, il fait une offre similaire à Carter et Artis : un test « sans risque » au détecteur de mensonge. Si l'un ou l'autre des deux hommes passe et réussit un passage au détecteur de mensonge sous l'autorité d'un expert reconnu, Humphreys abandonne les charges contre lui. En cas d'échec au test, il n'y aurait aucune conséquence défavorable.
Généralement, les tribunaux ne considèrent pas ces tests comme suffisamment fiables pour les admettre comme preuve. Mais si les deux parties se mettent d'accord pour que les tests soient recevables, un juge admet les résultats du test du détecteur de mensonge comme pièce du dossier et le jury peut écouter l'avis des experts. À cause de cela, l'offre habituellement faite à un accusé est à double tranchant : « Réussissez et partez libre, échouez et les preuves seront à charge contre vous ». L'offre de Humphreys à Carter et Artis est exceptionnelle, parce qu'il ne tient pas à la deuxième condition : les résultats ne seront pas retenus contre Carter et Artis si ceux-ci échouent aux tests.
Pourtant, les deux hommes déclinent l'offre.
L'année suivante, en 1975, Bello change de nouveau sa version de l'histoire, contrairement à Bradley. Il déclare qu'en réalité, il était à l'intérieur du bar au moment des coups de feu.
Vu que Bello avait raconté nombre de versions différentes des évènements de cette nuit-là, Humphreys insiste pour qu'il répète son identification des accusés devant deux experts différents. Bien que les deux experts aient conclu que Bello disait la vérité, l'un d'eux en vient aussi à la conclusion que Bello était dans le Lafayette Bar soit juste avant, soit pendant la fusillade, et répète verbalement cette information à l'équipe de l'accusation. Dans son rapport écrit, en revanche, l'expert affirme uniquement que le témoignage de Bello de 1967 (qui le situait en dehors du bar, dans la rue, au moment des coups de feu) était vrai.

### Seconde condamnation et l'appel
En mars 1976, la Cour suprême du New Jersey cassa les précédents verdicts, estimant que les condamnés n’avaient pas bénéficié de tous leurs droits pour se défendre. Carter et Artis sont ainsi libérés sous caution (respectivement 20 000 $   et 15 000 $).
En décembre 1976, au second procès, Bello change encore son témoignage, répétant celui donné en 1967 qui le situait en dehors du bar. Le juge Leopizzi indique aux jurés que s'ils ne croient pas au témoignage de Bello, ils seront dans l'obligation d'acquitter les accusés. L'État fait objection et demande à la cour d'informer le jury qu'une condamnation pourrait être fondée sur l'autre preuve que l'État allait introduire, mais sa requête est rejetée. Néanmoins, Carter et Artis sont encore jugés coupables, cette fois par un jury comprenant deux afro-américains, en moins de 9 heures.
Après 6 mois de liberté, Carter et Artis sont renvoyés en prison à perpétuité.
La défense de Carter continue à faire appel pour diverses raisons. En 1982, la Cour suprême du New Jersey admet que l'accusation avait retenu des preuves pouvant servir à la défense, une soi-disant violation de Brady, mais confirme les précédentes condamnations par 4 voix contre 3.
Entre-temps, le 22 décembre 1981, John Artis bénéficie de la liberté conditionnelle.

### Appel devant la Cour suprême
Trois ans plus tard, les avocats de Carter déposent une demande d'habeas corpus à la cour fédérale, une pétition légale souvent infructueuse demande la révision fédérale de la constitutionnalité des décisions de la cour d'état. L'effort est payant : en novembre 1985, le juge Haddon Lee Sarokin de la Cour de District des États-Unis déclare que Carter et Artis n'ont pas reçu de procès équitable, considérant que l'accusation était « fondée sur le racisme plutôt que sur la raison et sur la dissimulation plutôt que sur la transparence. » Il ordonne la libération immédiate de Carter « au nom de la simple décence ». Il réprimande l'État du New Jersey pour avoir caché les doutes sur les résultats de Bello au détecteur de mensonge, et mis de côté leur véracité.
Les procureurs du New Jersey font appel sans succès du verdict de Sarokin devant la cour d'appel des États-Unis pour le troisième circuit qui confirme l'avis de Sarokin sur un des deux points permettant la libération de Carter,. Ils s'adressent aussi à la cour suprême des États-Unis, qui refuse d'examiner le dossier.
Bien qu'ils puissent tenter de les faire condamner une troisième fois, les procureurs du comté de Passaic choisissent de ne pas le faire. Depuis l'époque des faits, les témoins ont disparu ou sont morts, le coût aurait été extrêmement élevé. Même une condamnation n'aurait eu que peu de résultats. Artis a déjà été libéré sur parole, et ne serait pas retourné en prison même s'il était recondamné. En 1988, les procureurs du New Jersey enregistrent une motion pour effacer les accusations originales intentées contre Carter et Artis en 1966, abandonnant réellement toutes les charges. Le 26 février 1988, Rubin Carter bénéficie d’un non-lieu.

### Après l'affaire judiciaire
John Artis est emprisonné une nouvelle fois en 1986 après avoir plaidé coupable pour vente de cocaïne et recel d'arme. Il travaille ensuite dans le domaine social auprès des jeunes délinquants en Virginie.
À partir de 1988, Rubin Carter vécut dans une ferme aux alentours de Toronto (Canada). De 1993 à 2005, il est directeur exécutif de l’Association pour la défense des personnes injustement condamnées (en) (Association in Defence of the Wrongly Convicted - AIDWYC), et dont la raison sociale actuelle est Innocence Canada. Il travaille ensuite comme conférencier. Il démissionne publiquement de l'association quand le procureur dans l'affaire Guy Paul Morin, un homme condamné à tort, est élu à la fonction de juge et que l'AIDWYC refuse de soutenir les protestations de Carter sur cette nomination. Le 14 octobre 2005, Rubin Carter reçoit un doctorat honorifique en droit de l'université de York (Toronto, Ontario) ainsi que de l'université de Griffith (Brisbane, Australie) en mémoire de son travail auprès de l'ADWC et de l'Innocence Project. Il meurt à 76 ans à Toronto des suites d'un cancer de la prostate.
Lesra Martin, un auteur ayant aidé à rendre l'affaire Carter populaire, est aujourd'hui installé à Vancouver et occupe le poste de procureur auprès de la province de Colombie-Britannique.

## Postérité
La carrière de boxeur de Carter comptabilise 27 victoires, 12 défaites et un ex-aequo en 40 combats, dont 8 KO et 11 KO techniques. Il reçoit un titre honorifique de champion de la part de la WBC en 1994, tout comme Joey Giardello lors du même banquet à Las Vegas.
L'histoire de Carter a inspiré un long-métrage de 1999 intitulé Hurricane Carter avec Denzel Washington dans le rôle-titre. Ce film remporte le Golden Globe du meilleur acteur dramatique, et l'Ours d'argent de la meilleure interprétation masculine pour Denzel Washington.
Les éditions Les Fondeurs de briques ont publié en 2015 la traduction française de 16e Round, de Rubin Carter.